# Eve of Destruction (brano musicale)
Eve of Destruction è un brano musicale, scritto da P.F. Sloan nel 1965 e da lui pubblicato nello stesso anno.
Numerosi artisti l'hanno registrata, ma la versione più conosciuta è quella di Barry McGuire. La registrazione ebbe luogo fra il 12 ed il 15 luglio 1965 a Los Angeles, e fu pubblicata dalla Dunhill Records nel singolo a 45 giri Eve of Destruction/What Exactly's the Matter With Me. I musicisti erano i migliori session men di Los Angeles: P.F. Sloan alla chitarra, Hal Blaine (dei Wrecking Crew di Phil Spector) alla batteria e Larry Knetchel al basso. La versione che fu pubblicata sul singolo era stata pensata come un demo di prova, e non una versione definitiva. Ma prima che si potesse registrare di nuovo il brano, il demo arrivò nelle mani di un DJ, che cominciò a suonarla, rendendola popolare. Visto il successo immediato di quel brano "provvisorio", McGuire non registrò un'altra versione della canzone.

## Storia del brano
Nella prima settimana della sua uscita il singolo debuttò alla posizione numero 103 della Billboard Hot 100. 
Il 12 agosto la Dunhill Records pubblicò l'album di Barry McGuire Eve of Destruction. 
Il disco raggiunse al suo massimo la trentasettesima posizione degli album più venduti il 25 settembre, ma ebbe il merito di far balzare il singolo alla posizione numero uno. 
In seguito McGuire non riuscirà mai più ad entrare nella top 40 della Billboard Hot 100. 
In Norvegia arrivò al primo posto per due settimane, nella Official Singles Chart ed in Olanda al terzo ed in Germania al sesto.
La canzone era stata inizialmente presentata al gruppo The Byrds come un potenziale singolo in stile Bob Dylan, ma l'idea fu respinta. I Turtles, un altro gruppo che spesso registrava brani scartati dei Byrds ne registrarono una versione, che venne pubblicata come traccia di un album, poco prima della versione di McGuire. Solo nel 1970 la versione dei Turtles raggiunse la posizione numero 100 della Billboard Hot 100.
La canzone è un grave avvertimento di una apocalisse imminente, ed è considerata da molti come esempio di "brano di protesta". Nel brano vengono espresse le frustrazioni e le paure dei giovani del periodo della guerra fredda, del Vietnam della guerra nucleare, e dei movimenti per i diritti civili.
All'epoca i mass media americani contribuirono a rendere popolare la canzone, indicandola come un esempio di tutto ciò che era sbagliato nella gioventù di quel tempo. Dal fronte conservatore, un gruppo chiamato The Spokesman registrò una canzone di risposta dal titolo The Dawn of Correction (L'alba della correzione). Pochi mesi più tardi, Sgt. Barry Sadler pubblicò il patriottico brano Ballad of the Green Berets (La ballata di berretti verdi). Anche la canzone Day for Decision di Johnny Sea fu una risposta ad Eve of Destruction. La canzone dei Temptations Ball of Confusion (That's What the World Is Today) cita il titolo del brano di McGuire nel testo.
Comunque sia, la canzone fu bandita da alcune radio statunitensi, dalla BBC e Radio Scotland.
Alla fine degli anni settanta, il gruppo punk di Los Angeles The Dickies registrò una cover di Eve of Destruction. Il gruppo New wave Red Rockers ha ripreso il brano nel 1984 nell'album Schizoprenic Circus. Johnny Thunders ha spesso cantato il brano durante i propri concerti, mentre il gruppo hardcore canadese D.O.A. ha registrato la canzone sull'album Live del 2004 Free Or Die. La canzone è stata anche oggetto di cover da parte del gruppo australiano Screaming Jets nel 1997, dei Crashdog e dei Psychic TV che hanno registrato il brano con il titolo Eve Ov Destruction. Anche Gino Santercole ne ha registrato una cover in lingua italiana dal titolo Questo vecchio, pazzo mondo nel 1966; tale versione verrà ripresa nel 1984 da Adriano Celentano e da quest'ultimo riproposta (insieme a Luciano Ligabue) nella prima puntata del programma televisivo Francamente me ne infischio.
Un'altra cover italiana di questo brano, dal titolo L'ora del fucile, è stata scritta e cantata nel 1970 dal cantautore Pino Masi per il canzoniere di Lotta Continua. Come in molti altri casi analoghi di quegli anni il testo della canzone originale è stato tradotto e rielaborato (pratica della cosiddetta "cover adulterata") in chiave politica utilizzando i temi propri della sinistra extraparlamentare e rivoluzionaria.
La canzone è stata utilizzata o soltanto citata anche in numerosi film o produzioni televisive, a partire dalla miniserie L'ombra dello scorpione ispirata ad un romanzo di Stephen King, per proseguire con il cartone animato I Simpson, il film del 1997 Benvenuti a Sarajevo, la serie TV A-Team, la serie TV Ralph supermaxieroe dove nel secondo episodio della seconda stagione (operazione guastafeste) è cantata da Joey Scarbury, e il documentario di Michael Moore Sicko. Nel 2020 venne inserita nella chiusura del film L'incredibile storia dell'Isola delle Rose di Sydney Sibilia.
Il brano ha dato il proprio nome ad un mezzo armato usato dall'esercito americano durante la guerra in Vietnam, ed attualmente in mostra al museo U.S. Army Transportation.

## Riferimenti del testo
- "You're old enough to kill, but not for votin’" (Sei abbastanza grande per uccidere, ma non per votare) si riferisce al fatto che negli Stati Uniti, gli uomini potevano essere arruolati a 18 anni, ma non potevano votare prima dei 21 anni.
- La canzone fa anche un riferimento alla città Selma (Alabama) dove si svolse una celebre manifestazione per i diritti civili.
- "Ah, you may leave here, for four days in space, but when you return, it's the same old place." (Ah, tu puoi andartene da qui, per quattro giorni nello spazio, ma quando torni, è lo stesso vecchio posto) è un riferimento alla missione spaziale del giugno 1965 Gemini 4, che durò appunto quattro giorni.
- Secondo Sloan, la frase "The pounding of the drums the pride and disgrace" (Il rullare dei tamburi, l'orgoglio e la vergogna) è collegata all'Assassinio di John F. Kennedy.[2]